# Fritz Hans Wenscher
Fritz Hans Wenscher – niemiecki kierowca wyścigowy.

## Kariera
W swojej karierze wyścigowej Wenscher poświęcił się startom w wyścigach Grand Prix oraz w wyścigach samochodów sportowych. W 1939 roku Niemiec odniósł zwycięstwo w klasie 2 24-godzinnego wyścigu Le Mans.